# Genealogy
A Genealogy egy örmény formáció, amely 2015-ben alakult Örményországban. Ők képviselték Örményország a 2015-ös Eurovíziós Dalfesztiválon Bécsben a Face the Shadow című dalukkal.

## Történet

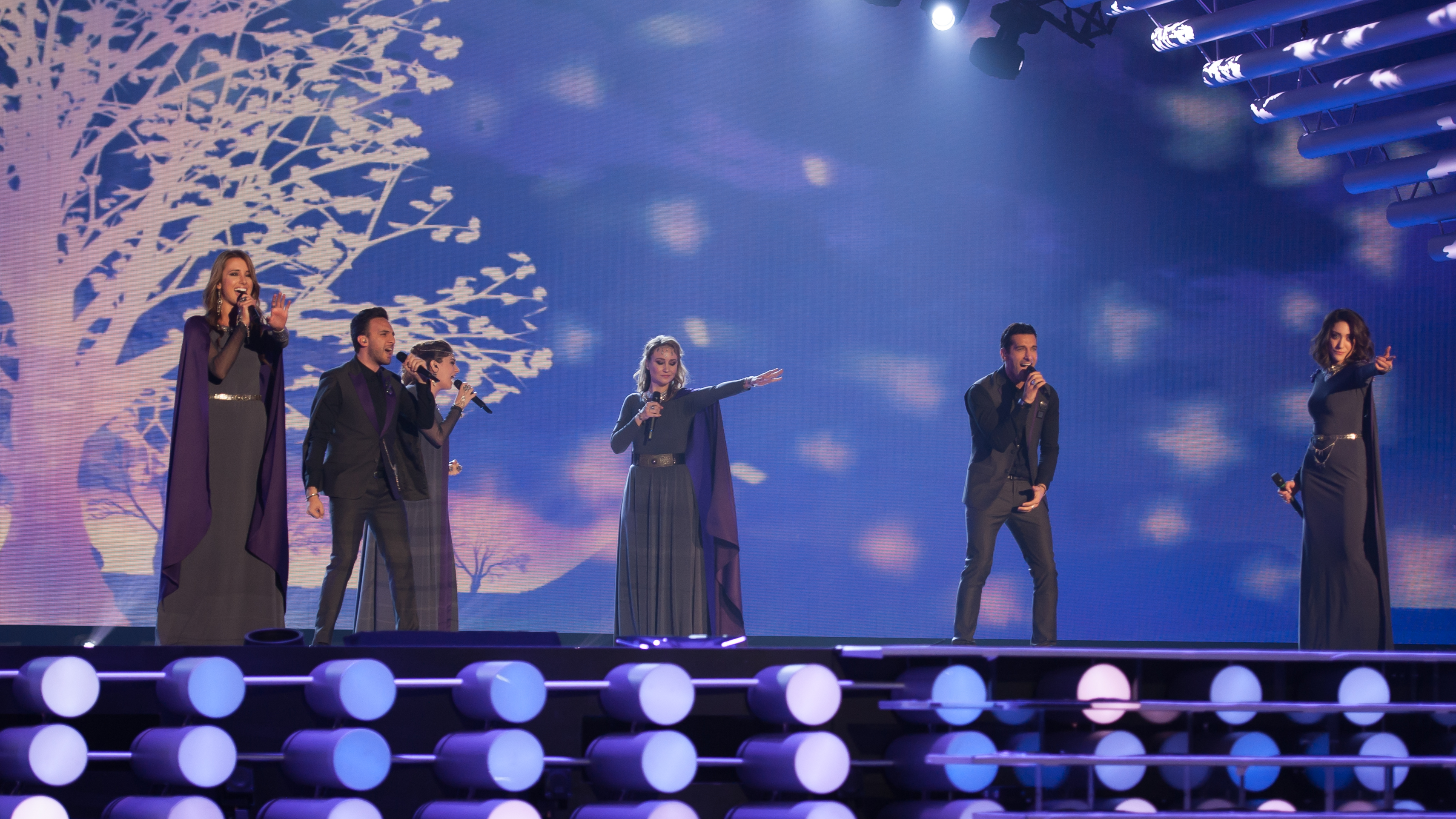
Az Eurovíziós Dalfesztiválon

A formáció csupán a 2015-ös Eurovíziós Dalfesztiválra állt össze és a daluk is erre az alkalomra íródott. A formáció az örmény népirtás következménye miatt a Föld minden kontinenséről állt össze. A versenydaluk is erről szól, hiszen 2015-ben volt az örmény genocídium 100. évfordulója.
2015. február 11-én az Örmény Közszolgálati Televízió bejelentette, hogy egy hattagú formációt választottak ki, hogy képviseljék Örményországot a következő Eurovíziós Dalfesztiválon. A formáció előadóit, Essaï Altouniant február 16-án, Tamar Kapreliant február 20-án, Vahe Tilbiant február 23-án, Stephanie Topaliant február 27-én, Mary-Jean O'Doherty Basmadjiant március 3-án, míg Inga Arshakyant március 12-én jelentették be. Versenydaluk ugyanezen a napon, március 12-én jelent meg. A dal came eredetileg Don't Deny volt, amelyet az EBU kérésére meg kellett változtatniuk Face the Shadow-ra.
Az Eurovíziós Dalfesztiválon a dalt először a május 19-én rendezett első elődöntőben adták elő dalukat. A dal hetedik helyezettként továbbjutott az elődöntőből a május 23-i döntőbe. A szavazás során összesítésben 34 ponttal a verseny tizenhatodik helyezettjei lettek.

## Tagok
- Essaï Altounian – Európa
- Inga Arshakyan – Örményország
- Mary-Jean O'Doherty Basmadjian – Ausztrália
- Stephanie Topalian – Ázsia
- Tamar Kaprelian – Amerika
- Vahe Tilbian – Afrika

## Diszkográfia

### Kislemezek
- Face the Shadow (2015)